# Antoni (Znamienski)
Antoni, imię świeckie Nikołaj Iwanowicz Znamienski (ur. 1765 w Nowogrodzie, zm. 29 lipca?/10 sierpnia 1824 tamże) – rosyjski biskup prawosławny.

## Życiorys
Był synem kapłana prawosławnego. Wykształcenie teologiczne uzyskał w seminarium duchownym przy Ławrze Aleksandra Newskiego. W 1790, po uzyskaniu dyplomu końcowego, został w niej wykładowcą gramatyki, filozofii, następnie teologii. 3 marca 1792 złożył wieczyste śluby mnisze, przyjmując imię Antoni. 18 kwietnia tego samego roku przyjął święcenia kapłańskie i został prefektem seminarium. Po roku przeszedł na analogiczne stanowisko w seminarium w Nowogrodzie.
26 maja 1794 otrzymał godność archimandryty i został przełożonym monasteru św. Mikołaja we Wiażyszczach, łącząc tę funkcję z obowiązkami rektora seminarium duchownego w Nowogrodzie. Po roku został rektorem seminarium, które sam ukończył; w czasie kierowania przez niego szkołą uzyskała ona status wyższej Akademii Duchownej. Równocześnie był przełożonym Świętojezierskiego Wałdajskiego Monasteru Iwerskiej Ikony Matki Bożej, zaś od 1799 – Ławry Aleksandra Newskiego.
9 sierpnia 1799 został wyświęcony na wikariusza eparchii nowogrodzkiej z tytułem biskupa staro-russkiego. Po trzech latach objął katedrę wołogodzką. Po roku otrzymał godność arcybiskupa i został równocześnie przeniesiony na katedrę tobolską. W swojej eparchii w szczególności działał na rzecz poprawy poziomu wykształcenia duchowieństwa. W 1806 został arcybiskupem jarosławskim i rostowskim. Po czternastu latach odszedł w stan spoczynku i zamieszkał w Monasterze Dieriewianickim. Zmarł cztery lata później i zgodnie z testamentem został pochowany w Monasterze Przemienienia Pańskiego Warłaama Chutyńskiego.